# Seznam danskih politikov
Seznam danskih politikov.

## A
P. A. Alberti - Carl Christoffer Georg Andræ - Margrete Auken - Svend Auken - 

## B
Fredrik Bajer - Nina Bang - Peter Georg Bang - Lars Barfoed - Hilmar Baunsgaard - Bendt Bendtsen - Christen Berg - Andreas Peter Bernstorff - Johann Hartwig Ernst, grof von Bernstorff - Klaus Berntsen - Ritt Bjerregaard - Christian Albrecht Bluhme - Anker Boye - Jan Boye - Vilhelm Buhl - 

## C
J. C. Christensen - Christian Mejdahl - Henning Christophersen - 

## D
Johan Henrik Deuntzer - Thomas Døssing - Pelle Dragsted

## E
Karen Ellemann - Uffe Ellemann-Jensen - Erik Eriksen - Lene Espersen - Jacob Brønnum Scavenius Estrup - 

## F
Tove Fergo - Mariann Fischer Boel - Christen Andreas Fonnesbech - Claus Hjort Frederiksen - Mette Frederiksen - Johan Friis - Michael Ped-ersen Friis -

## G
Kristoffer Gabel - Søren Gade - Pia Gjellerup - Mogens Glistrup - Pe-der Griffenfeld - Ove Høegh-Guldberg - Ulrik Frederick Gyldenløve - Mogens Gøye - N. F. S. Grundtvig -

## H
Bertel Haarder - Carl Christian Hall - Eva Kjer Hansen - Flemming Hansen - Hans Christian Hansen - Poul Hartling - Nick Hækkerup - Sophie Hæstorp Andersen - Connie Hedegaard - Hans Hedtoft - Aki-Matilda Høegh-Dam (Grenlandija) - Carl Holst - Ludvig Holstein-Holsteinborg - Ludvig Holstein-Ledreborg - Tom Høyem - Rikke Hvilshøj - Hugo Egmont Hørring - Viggo Hørup - Svend Erik Hovmand - 

## J
Mimi Jakobsen - Marianne Jelved - Svend Aage Jensby - Frank Jensen - Kristian Jensen - Knud Jespersen - Anker Jørgensen - Dan Jørgensen - 

## K
Viggo Kampmann - Pia Kjærsgaard - Henriette Kjær - Jeppe Kofod - Jens Otto Krag - Christian Emil Krag-Juel-Vind-Frijs - Knud Kristensen

## L
Aksel Larsen - Orla Lehmann - Otto Liebe - Martin Lidegaard - Mogens Lykketoft - 

## M
Thomas Madsen-Mygdal - Brian Mikkelsen - Adam Gottlob Moltke - Adam Wilhelm Moltke - Ditlev Gothard Monrad - Per Stig Møller - 

## N
Hans Nansen - Niels Neergaard - Holger K. Nielsen - 

## O
Christopher Oldenburški - Kjeld Olesen - Pia Olsen Dyhr - Pe-der Oxe -

## Ø
Anders Sandøe Ørsted - 

## P
Thor Ped-ersen - Carl Petersen - Niels Helveg Petersen - Troels Lund Poulsen

## R
Johan Rantzau - Anders Fogh Rasmussen - Lars Løkke Rasmussen - Poul Nyrup Rasmussen - Tage Reedtz-Thott - Carl Edvard Rotwitt - 

## S
Anders Samuelsen - Helge Sander - Erik Scavenius - Poul Schlüter - Hans Christian Schmidt - Hannibal Sehested (1609-1666) - Hannibal Sehested (1842-1924) - Peter Sørensen - Thorvald Stauning - Poul Christian Stemann - Johann Friedrich Struensee - Frode Sørensen - Inger Støjberg

## T
Helle Thorning-Schmidt - Kristian Thulesen Dahl - Jan Trøjborg - Ulla Tørnæs - 

## U
Corfitz Ulfeldt (1606-1664) - Jacob Ulfeldt (1567-1630) - Jacob Ulfeldt (1535-1593) - 

## V
Christoffer Valkendorff - Margrethe Vestager -

## W
Nicolai Wammen

## Z
Carl Theodor Zahle -  